# 祁连山
39°12′N 98°32′E / 39.200°N 98.533°E

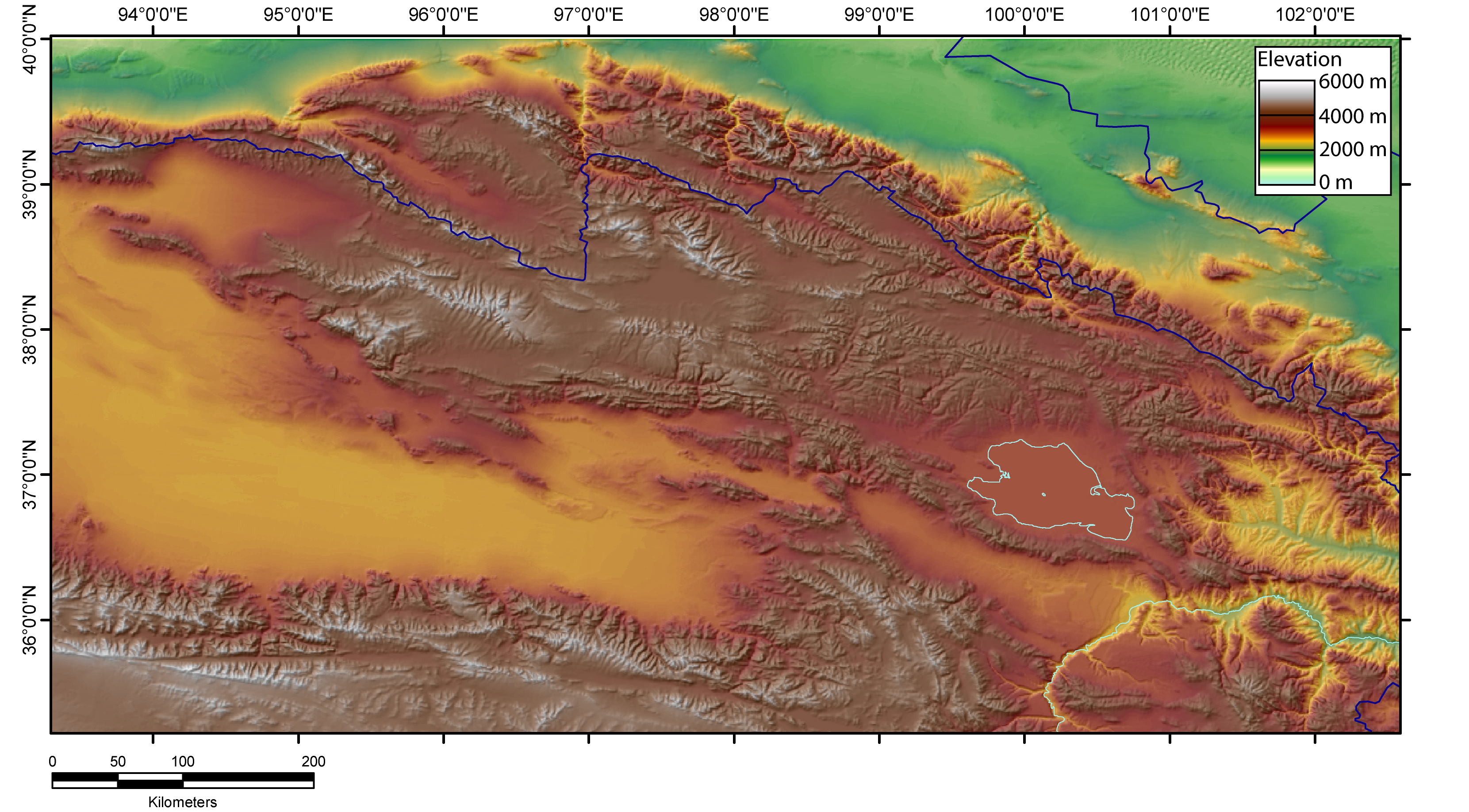
祁連山

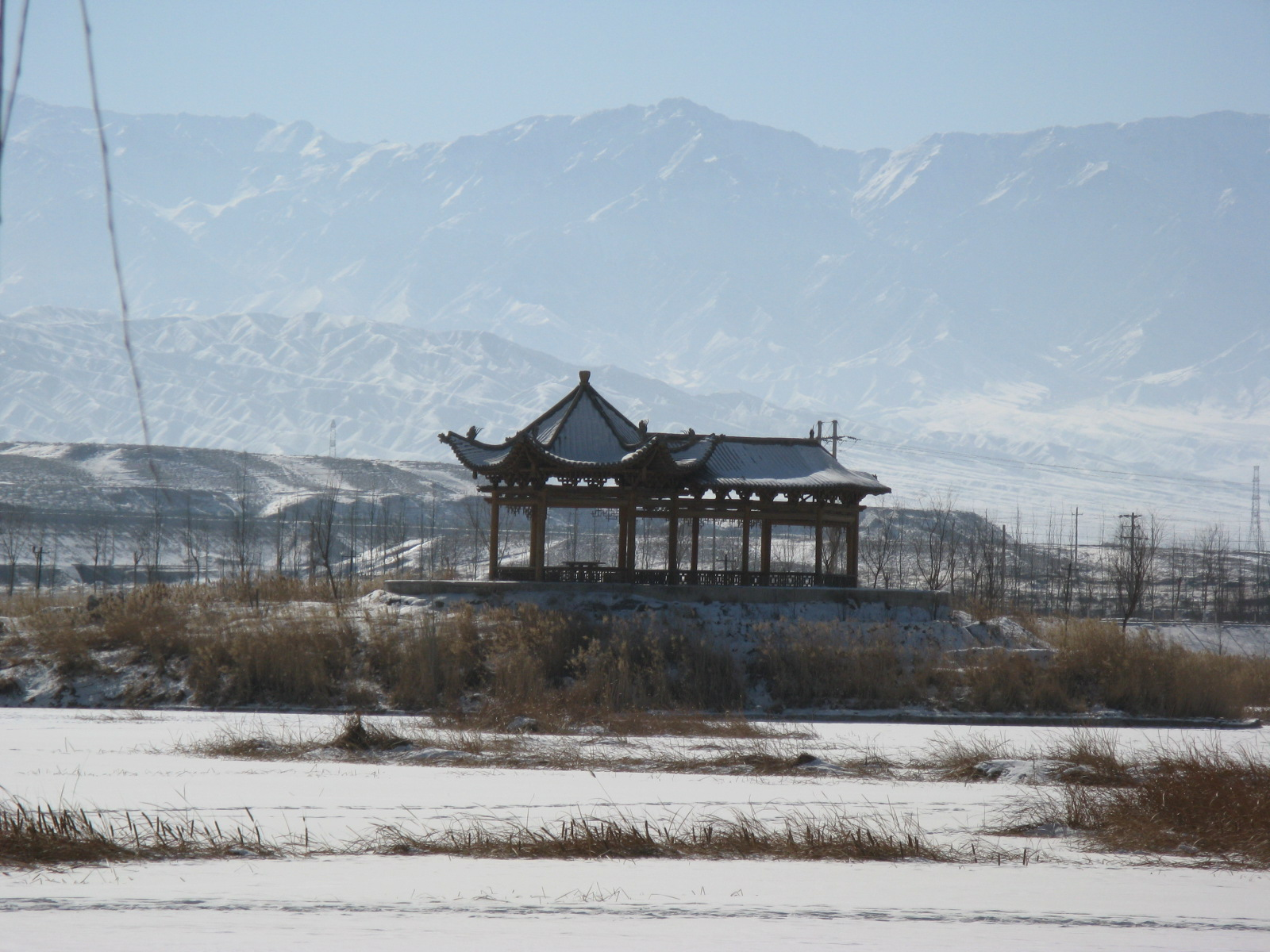
祁連山

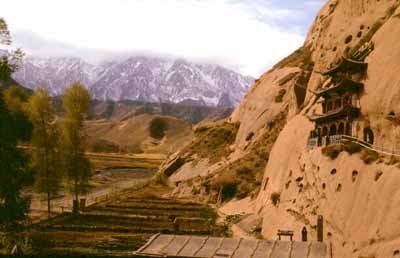

祁连山脉由七條互相平行的山脊線及其相夾的狹長谷地組成，均沿甘肅、青海省界呈西北-東南走向，狭義的祁连山特指最北山脊線的走廊南山。祁連山脈自山脚以上均無人煙，僅在東端的山間河谷座落數縣縣城，最北麓山腳距河西走廊大城市數十公里，其餘山區方圓百里深處無人區。七條平行山脈線各自最高峰都在海拔5153—5827米之間，高度平均。最高峰团结峰（5808或5827米，測量爭議）在疏勒南山。
山脈长约850公里，七條平行山脊線宽200～400公里，冰川3306条，面积约2062平方公里。平原河谷占山地面积的三分之一以上，每年降水量250-600毫米，有山地草原和针叶树林交替分布。
祁连山素有“万宝山”之称，蕴藏着种类繁多、品质优良的矿藏，有石棉矿，黄铁矿、铬铁矿及铜、铅、锌等多种矿产，八宝山的石棉为国内稀有的“湿纺”原料。祁连山区冷湿气候，有利于牧草生长，在海拔2800米以上的地带，分布有大片草原、为发展牧业提供了良好场所。
祁连山区内设有祁连山国家公园和祁连山国家级自然保护区。在青藏高原東北缘，地跨甘肃和青海，西接阿尔金山山脉，东至兰州兴隆山，南与柴达木盆地和青海湖相连。

## 名稱由來
据颜师古的注解，“祁连山即天山也，匈奴呼天为祁连”，但据《汉书·匈奴传上》记载，“匈奴谓天为撑犁。”即蒙古语和突厥语中的腾格里。祁连一词在蒙古语和突厥语中均找不到对应的词汇。但语音和语义上和上古汉语的天（*qʰl'iːn）字相近，可能是被北方民族借用的汉语地名。

## 位置與包含山脈
广义的祁连山脉，是甘肃省西部和青海省东北部边境山地的总称。在青海境内位于柴达木盆地北缘，茶卡—沙珠玉盆地、黄河主流一线之北，西起当金山口与阿尔金山脉相接，东端至黄河谷地，与秦岭、六盘山相连。地理坐标：东经94°10'～103°04'，北纬35°50'～39°19′。狭义的祁连山是指祁连山脉最北的一支山岭。
祁連山脈在最北山脊線之北面向河西走廊的山腳，海拔大致2200-2300米，以南各山脊線之間所夾的各谷地，海拔大致2800-3400米。山腳的海拔可參見祁連山區8個氣象站的海拔。
| 西東向平行山脊線 | 山           | 最高峰     | 海拔(米) |
| ---------------- | ------------ | ---------- | -------- |
| 最北山脊線       | 走廊南山     | 祁連峰     | 5,547    |
| 最北山脊線       | 冷龍嶺       | 崗什卡峰   | 5,254.5  |
| 最北山脊線       | 烏鞘嶺       | ?          | ?        |
| 第2條            | 托來山       | ?          | 5,197    |
| 第3條            | 大雪山       | ?          | 5,481    |
| 第3條            | 托來南山     | ?          | 5,382    |
| 第4條            | 野馬南山     | ?          | ?        |
| 第4條            | 疏勒南山     | 團結峰     | 5,826.8  |
| 第4條            | 大通山       | 桑斯扎峰   | 4,755    |
| 第4條            | 達坂山       | 仙米達坂山 | 4,353    |
| 兩山脊線所夾湖泊 | 哈拉湖       | /          | 4,077    |
| 兩山脊線所夾湖泊 | 青海湖       | /          | 3,192    |
| 第5條            | 黨河南山     | ?          | 5,665    |
| 第5條            | 哈爾科山     | ?          | 5,153    |
| 第6條            | 察漢鄂博圖嶺 | ?          | 5,280    |
| 第6條            | 土爾根達坂山 | ?          | 5,696    |
| 第7條            | 賽什騰山     | ?          | ?        |
| 第7條            | 柴達木山     | 红旗峰     | 5,742    |
| 第7條            | 宗務隆山     | 巴音山     | 5,030    |
| 第7條            | 青海南山     | 橡皮山     | 4,452    |
| 第7條            | 拉脊山       | ?          | ?        |
| 第7條            | 小积石山     | 雷帝山     | 4,309    |
| 其他各山         | 焉支山       | 百花嶺     | 3,978    |
| 其他各山         | 鷹嘴山       | ?          | 3417.9   |
| 其他各山         | 日月山       | 野牛山     | 4,832    |

## 地質特徵
祁连山屬於昆仑秦岭地槽褶皱系的一个加里东地槽。北祁连山及河西走廊见中、下泥盆统不整合于下古生界（如武威杀木寺）及加里东晚期花岗岩（如九条岭南马良沟等）之上；拉脊山见中、下泥盆统不整合于中、上奥陶统之上；南祁连山乌兰大坂见上泥盆统不整合于下志留统之上，代表祁连山主要于加里东晚期褶皱成山，基本由地槽变为地台发展阶段，故晚古生代一中、新生代均为地台盖层沉积。
祁连山的北界为塔里木一阿拉善地台，以大断裂分界。南界与东昆仑和西秦岭褶皱系间也为大断裂所切，两者沉积地层不同，如中吾农山一青海南山石炭、二叠系为冒地槽沉积，局部夹火山岩，而欧龙布鲁克隆起带寒武一奥陶纪时为地台型砂页岩碳酸盐建造，厚700～2000余米，假整合于上元古界全吉群之上。

## 現狀
由於祁连山濫伐、濫牧、開礦，祁連山的高山原始森林正在減少，蓄水量嚴重缺乏，致使林區上移和自然原因使得林子呈斑塊狀存在，西部的冰川亦日漸萎縮。
2017年7月20日，中共中央办公厅、国务院办公厅发出通报，就甘肃祁连山国家级自然保护区生态环境问题进行了严厉批评。经中共中央批准，给予甘肃省分管祁连山生态保护的副省长杨子兴党内严重警告处分。中央纪委还将对杨子兴的两位前任李荣灿、罗笑虎进行约谈，并提出严肃批评，甘肃省委将在省委常委会会议上进行通报，并要求李、罗二人在省委常委会会议上作出深刻检查。此外还对15名责任人做出了处理。
扁都口是位於祁連山中部的一个山口，高約3500多米。扁都口是一条交通要道，向北可達甘肅省張掖市民樂縣，向南可達青海省海北藏族自治州祁連縣。

## 引用文献
1. ↑  王宗太、劉潮海（1983），「祁連山區現代冰川發育條件分布特征及區劃」，《地理學報》第38卷第2期，1983年6月，頁142表1。
2. ↑  .   [2015-09-26]. （原始内容存档于2015-09-27）.
3. ↑  青海省地方志编纂委员会. . 黄山书社. 1995-8: 30–31.
4. ↑  “青海省地方志编纂委员会 ．青海省志·自然地理志 ：黄山书社 ，1995-8 ：36-42 '”
5. ↑  贾文雄、何元庆、李宗省、庞洪喜、院玲玲、宁宝英、宋波、张宁宁（2008），「祁连山区气候变化的区域差异特征及突变分析」，《地理学报》2008年3月第63卷第3期，頁258表1。
6. ↑   (PDF).   [2023-12-22]. （原始内容存档 (PDF)于2023-12-22）.
7. ↑  .   [2007-11-20]. （原始内容存档于2015-05-13）.
8. ↑  .   [2017-07-21]. （原始内容存档于2017-07-20）.
9. . 人民网. 2005年10月12日  [2019年2月9日]. （原始内容存档于2019年2月9日）.
10. . 人民网-青海频道. 2015-02-03  [2019年2月9日]. （原始内容存档于2015年5月8日）.
11. 杨波、李京、陈云浩、赖健清、曾新平、唐攀科（2015），「甘肃鹰嘴山地区岩体和隐伏岩体遥感信息提取研究」，现代地质，2015年9月第19卷第3期，頁466。
12. 常宏、李乐意、关冲（2015），「新近纪以来青海南山的隆起高度：再论青海南山的隆起」，《地球环境学报》2015年10月第6卷第5期，頁274。
13. 赵武明（2017），「焉支秋韵」，《飞天》2017年第9期，页92-94。
14. 武安斌（1985）「哈拉湖湖滨沉积物的粒度分布特征及其环境意义」，《沉积学报》1985年02期。

## 延伸阅读
[在维基数据编辑]
 《欽定古今圖書集成·方輿彙編·山川典·祁連山部》，出自陈梦雷《古今圖書集成》